# Archyala pagetodes
Archyala pagetodes är en fjärilsart som beskrevs av Edward Meyrick 1911. Archyala pagetodes ingår i släktet Archyala och familjen äkta malar.
Artens utbredningsområde är Seychellerna. Inga underarter finns listade i Catalogue of Life.